# Перльман, Михаил Романович
Михаил Романович Перльман (21 марта 1923, Москва, РСФСР, СССР — 8 августа 2002, там же) — советский гимнаст, олимпийский чемпион 1952 года в командном первенстве. Заслуженный мастер спорта СССР (1990).

## Биография
Выступал за Вооружённые Силы и ЦСКА (Москва).
В 1949 году получил звание мастер спорта. Олимпийский чемпион в командном первенстве по спортивной гимнастике (летние Олимпийские игры 1952, Хельсинки).
В 1954 году окончил Военный институт физической культуры и спорта по специальности тренер-преподаватель. Тренер по общефизической подготовке олимпийской сборной команды СССР по волейболу (1964), футбольных команд ЦСКА, «Спартак» (Москва).
Режиссёр-постановщик и сценарист крупнейших спортивно-массовых и театрализованных представлений. Заместитель главного режиссёра церемоний открытия и закрытия Игр XXII Олимпиады 1980 года в Москве, празднования 1500-летия Киева, 2000-летия Ташкента и других.
Награждён почётным знаком «За заслуги в развитии Олимпийского движения в России» (1997).
Участник Великой Отечественной войны. Награды - медали "За боевые заслуги". "За победу над Германией в Великой Отечественнойвойне 1941-1945г.г.". 
Похоронен в Москве на Востряковском кладбище.

## Труды
- Перльман М. Р. Специальная физическая подготовка волейболистов — М.: ФиС, 1969. — 135 с.: ил.